# Encontrarás dragones
Encontrarás dragones (título original en inglés, There be Dragons, en referencia a la antigua expresión cartográfica Hic sunt dracones) es una película de drama histórico escrita y dirigida en 2011 por el director británico Roland Joffé. La cinta narra la historia de Robert, un joven periodista que vive y trabaja en Londres y descubre la relación que unió, desde la niñez, a su padre con el sacerdote español San Josemaría Escrivá de Balaguer (1902-1975), fundador del Opus Dei.
Al estreno, que tuvo lugar el 23 de marzo de 2011 en el cine Capitol de la Gran Vía de Madrid, acudieron los principales protagonistas excepto el director, que dejó un vídeo para la ocasión. Roland Joffé se encontraba en la India rodando su siguiente proyecto.

## Argumento y temas
Está dirigida por el británico Roland Joffé, director de las candidatas al Oscar Los gritos del silencio y La Misión, y producida por Ignacio Gómez-Sancha, Ignacio Núñez y Guy J. Louthan, James Ordóñez. Esta coproducción hispano-argentino-estadounidense, ambientada en la guerra civil española, narra la historia de cómo un joven periodista, que mantuvo una pésima relación con su autoritario padre, que ahora se halla moribundo; realiza una investigación sobre el pasado de uno de los amigos de su padre, Josemaría Escrivá de Balaguer, fundador del Opus Dei, fallecido en 1975 y canonizado en 2002 por el papa Juan Pablo II. La película hace hincapié en la relación entre estos dos amigos desde su infancia y narra los inicios del Opus Dei. Joffé, que inicialmente rechazó participar en el proyecto, se confesó “atraído por la oportunidad de representar artísticamente la vida de un santo contemporáneo, especialmente por la concepción liberadora de Escrivá de que Dios puede encontrarse en la vida ordinaria”.
El cineasta británico aborda también el polémico tema de la persecución religiosa desatada por el bando republicano durante la guerra civil española.[cita requerida] Miles de iglesias fueron profanadas e incendiadas por las milicias marxistas, que asesinaron durante la contienda en torno a 12 000 sacerdotes y religiosos.[cita requerida] Cientos de ellos fueron posteriormente beatificados cómo mártires de la fe precisamente durante en pontificado de Juan Pablo II. Sin embargo Roland Joffé, no ha querido tomar partido, y ha declarado: "La guerra civil española era también complicada de afrontar. Hubiera sido fácil tomar partido, pero de este modo hubiese traicionado el eje central de la actitud con que quería contar esta historia. La historia, como bien se sabe, es partidista, escrita por los vencedores y reescrita por los vencidos. Muchos creerán el rumor o la leyenda que les parecerá más agradable y estoy seguro que tendremos que afrontar ciertas opiniones sobre lo que es o era el Opus Dei, sobre quién era Josemaría, y sobre lo que realmente fue la guerra civil española. Quise mostrar lo que sucedió en España durante la guerra civil sin espíritu partidista. De hecho, España vivió, en un período de tiempo muy condensado, lo que Gran Bretaña, por ejemplo, experimentó y absorbió durante un centenar de años: Revolución industrial, ideología de lucha de clases, sin contar que España había perdido su Imperio y la estabilidad económica. Para la sociedad española, era muy fácil fracturarse y, según la mentalidad de la época, era muy fácil abrazar opiniones totalmente opuestas y radicales sobre la justicia social, el papel de la Iglesia, etc. Al final, según es propio de la naturaleza de estas tensiones sociales, las posiciones extremas comenzaron a marginar a las demás. Con la debilitación del centro, los dos polos opuestos empezaron a hacerse más fuertes. En la guerra civil española los dos bandos tenían ideales y su propio sentido de los valores. Como los movimientos políticos del resto de Europa, las personas de los dos lados de la demarcación política comenzaron a demonizar al otro campo. Pero las divisiones, que en Europa se convirtieron en divisiones nacionales, en España fueron fratricidas y dejaron heridas psicológicas profundas y difíciles de cicatrizar. Lo que sucedió en España fue una herida que realmente desgarró a familias de la manera más dolorosa y atroz. El hermano tomó una opción diferente a la de su hermano, ¿pero esto significa que ya no eran hermanos? Si esto significa que ya no eran hermanos, si queremos matar a nuestros hermanos a causa de aquello en lo que creemos, entonces, ¿no tendremos que preguntarnos por el valor de nuestras opciones?”.

## Guion
Según informaciones del The New York Times, un primer guion fue escrito por Bárbara Nicolosi y ofrecido a Hugh Hudson y Alejandro González Iñárritu, quienes lo rechazaron, al igual que Joffé en un primer momento. Sin embargo, éste reconsideró su posición tras ver un vídeo de Escrivá en el que, respondiendo a una joven judía que quería convertirse al catolicismo, el sacerdote le decía que no debería convertirse hasta cumplir la mayoría de edad por obediencia a sus padres, y le invitó a que los quisiera mucho y a que rezara por ellos. “Pensé que era una postura muy tolerante”, afirma Joffé, que entonces aceptó dirigir el proyecto, pero escribiendo su propio guion. Según ha publicado el New York times: “al reescribir el guion, Joffé creó un convulso argumento en el que un joven periodista distanciado de su padre descubre una oculta conexión entre éste y Escrivá”. En el proceso de documentación para elaborar el guion, Joffé viajó a España, Italia y Latinoamérica. 
Después de un arbitraje oficial acerca de la autoría del guion, llevado a cabo por el Sindicato de Escritores de América (WGA en sus siglas en inglés), se determinó que en los créditos de la película figurará "Escrito por Roland Joffé". Con esta calificación, el WGA certifica que el guion de Joffé es completamente original y que el citado guion escrito por Barbara Nicolosi no guarda ninguna relación con la película Encontrarás dragones.
Durante una rueda de prensa celebrada el 24 de agosto de 2009 en Buenos Aires, Ignacio Gómez-Sancha declaró: “Como productores, nuestro papel en este proyecto es dar a nuestro director un espacio de libertad creativa, para que él dé la visión que él quiera, para que tenga absoluta libertad para hacer lo que considere oportuno. Porque si alguien conectado con la Iglesia diera su visión de esta historia probablemente sería mucho menos interesante”.

## Reparto
La película está protagonizada por Charlie Cox, actor londinense que trabajó en películas como El Mercader y Casanova, en el papel de Josemaría; y Wes Bentley (American Beauty, Ghost Rider) como su amigo Manolo.
Dougray Scott (Dr. Jekyll y Mr. Hyde, Mujeres desesperadas) interpreta a Robert, el periodista, hijo de Manolo mientras que Golshifteh Farahani interpreta a Leila, la novia de Robert. Olga Kurylenko (Quantum of Solace, Max Payne) asume el papel de Ildiko, una joven húngara que se une a las Brigadas Internacionales. Rodrigo Santoro (300, Phillip Morris ¡Te quiero!) interpreta a Oriol, el joven revolucionario que dirige la Columna de Hierro. Derek Jacobi es Honorio, un antiguo encargado de la fábrica de chocolates que tuvo el padre de Josemaría Escrivá, mientras que la modelo y actriz Lily Cole interpreta a Aline. Unax Ugalde (Báilame el agua, Bon appétit) interpreta a Pedro Casciaro, uno de los más cercanos ayudantes de Escrivá, quien luego publicaría un libro con sus memorias sobre la época (Dream and Your Dreams Will Fall Short). Isidoro Zorzano, uno de los primeros seguidores de Josemaría Escrivá, ingeniero de profesión y cuyo proceso de beatificación fue el primero que se inició de un miembro del Opus Dei,  es interpretado por Pablo Lapadula. Alfonso Bassave es Juan Jiménez Vargas, otro de los primeros fundadores del Opus Dei. Jordi Mollà es Don José, el padre de Josemaría Escrivá; Ana Torrent es Doña Dolores, la madre; Horacio Nin Uria es Santiago Escrivá, el hermano; y Dolores Reynals es Carmen Escrivá, la hermana.
- Charlie Cox como Josemaría.
- Wes Bentley como Manolo.
- Dougray Scott como Robert.
- Alejandro Casaseca como Jaime Torres.
- Golshifteh Farahani  como Leila.
- Olga Kurylenko  como Ildiko.
- Rodrigo Santoro como Oriol.
- Derek Jacobi como Honorio.
- Charles Dance como Monseñor Solano.
- Geraldine Chaplin como Abileyza.
- Unax Ugalde como Pedro Casciaro.
- Jordi Mollà como don José Escrivá.
- Ana Torrent  como doña Dolores Albás.
- Alfonso Bassave como Juan Jiménez.
- Jan Cornet como Ortiz.
- Lily Cole  como Aline.
- Harry Havilio
- Lucila Gandolfo como Úrsula.
- Marcos Montes
- Carlos Kaspar
- Alejandro Paker como Julián Ayala.

## Producción
La película está producida por Roland Joffé, que también la dirige. Entre los productores se encuentran también Guy J. Louthan, Ignacio Gómez-Sancha e Ignacio Núñez (los dos últimos, miembros del Opus Dei).
La financiación procede de un fondo de inversión creado por Ignacio Gómez-Sancha e Ignacio Núñez y que agrupa a 100 inversores privados, entre los que figuran fondos de capital riesgo y otros inversores, tanto institucionales como privados. Antena 3 Televisión, principal cadena privada española, también financia la película. Los servicios de producción han corrido a cargo de la española Morena Films y la argentina Historias Cinematográficas.
Encontrarás dragones ha contado con el director de producción argentino, Eugenio Zanetti, que ganó el Oscar en 1996 por Restauración. La diseñadora de vestuario es Yvonne Blake, que ganó un Oscar por Nicolás y Alejandra y diseñó los trajes para Superman. Michele Burke, ganadora de dos Oscar, se ha encargado del maquillaje y Stephen Warbeck, ganador de un Oscar por Shakespeare in Love, ha compuesto la banda sonora original.
El padre John Wauck ejerció como asesor durante el rodaje, ejerciendo el mismo papel que Daniel Berrigan asumió con Jeremy Irons en La Misión. Louis Gordon, antiguo portavoz de la prelatura del Opus Dei, ha declarado: “El equipo de la película nos pidió ayuda para reunir información y nosotros les dimos acceso a la documentación necesaria”.
Los efectos especiales fueron diseñados y producidos por Nasa FX special effects Argentina, empresa dedicada a la realización de efectos especiales de alta complejidad en Argentina.

## Rodaje
El rodaje de la película, ambientada en tres épocas históricas: principios del siglo XX, años 30 (guerra civil española) y los años 80, comenzó el mes de julio de 2009 en Argentina y luego se trasladó a España (en concreto a la villa segoviana de Sepúlveda) para finalizar la filmación. Una parte del film se realizó en la localidad de Luján, Buenos Aires, donde utilizaron las recovas, la plaza, la avenida, el Complejo Museográfico y la Basílica, como escenarios. 
Las escenas de la película comenzaron a grabarse el miércoles 19 de agosto de 2009 y la grabación continuó hasta el viernes 21 de agosto. Han tomado la zona de las recovas de la plaza Belgrano —frente a la basílica— y la han ambientado como Madrid en tiempos de la guerra civil española. La escenografía es estupenda y las escenas prometen ser impactantes. Se contrataron 400 extras de Luján y Buenos Aires para estas tomas.
Además de Luján, en la película aparecen otras localizaciones de la Provincia como Villa Epecuén, Tornquist, Sierra de la Ventana y Coronel Suárez. Al respecto, Ignacio Gómez-Sancha, productor del film explicó que eligieron la provincia de Buenos Aires “por el gran valor de producción que existe aquí y además porque las localizaciones son impresionantes. Hemos rodado en 30 lugares distintos con 90 sets, y eso va a quedar maravillosamente en la película”.
Los permisos, protocolos de grabación y asistencia fueron tramitados por BAFILM, la Comisión de Filmaciones de la Provincia de Buenos Aires, dependiente del Instituto Cultural, que desde su aporte a la Industria Audiovisual logró aumentar en un 400 % los pedidos de locaciones de la Provincia en relación con el año anterior.

## Reacciones
La película ha despertado cierta controversia, ya que algunos detractores del Opus Dei la han tachado de propaganda de esta institución. Se la ha calificado también como una respuesta de la organización a El Código da Vinci. Joffé ha rechazado categóricamente esta posibilidad, ironizando que sería demasiado caro para tratarse de una simple respuesta a la obra de Dan Brown. Roland Joffé, guionista y director de la película, se define como agnóstico, de izquierda y ha estado casado tres veces.
La prelatura del Opus Dei también ha desmentido cualquier tipo de relación con la película y ha afirmado que su papel se ha limitado a responder a las peticiones de los productores para obtener información veraz acerca de Escrivá. La vinculación del Opus Dei con la película ha sido a título personal, teniendo a miembros de “la Obra” en el equipo de producción como Ignacio Gómez Sancha e Ignacio Nuñez. El argumento del film deja clara la visión del mismo sobre la polémica figura del fundador del Opus Dei.